# 池の平温泉 (妙高市)
池の平温泉（いけのたいらおんせん）は、新潟県妙高市池の平温泉にある温泉。妙高戸隠連山国立公園区域内にあり、妙高高原温泉郷を構成している。

## 泉質
- 単純硫黄泉
  - 泉温　72℃
- 源泉は当温泉の西部にある南地獄谷から引き湯している。

## 温泉地
妙高山の東麓、標高約750mの高所に約30軒の宿泊施設が存在している。
近くには池の平温泉スキー場（池の平温泉アルペンブリックスキー場）が存在する。共同浴場はないが、日帰り温泉施設は市営の「妙高高原ふれあい会館」と「アルペンブリックススパ」が存在する。

## 歴史
- 1924年（大正13年）- 開湯。

## アクセス
自動車
- 上信越自動車道 妙高高原ICから車で約4分。

公共交通
- えちごトキめき鉄道妙高はねうまライン・しなの鉄道北しなの線 妙高高原駅から西へ約4km。
  - 同駅または関山駅から妙高市営バス 杉野沢線または妙高山麓線利用、「いもり池入口」下車すぐ。

- 当スキー場周辺エリアへの直通アクセスとしては、季節限定で北陸新幹線上越妙高駅から頸南バス「妙高高原ライナー」が運行される。